# هورميسداس جبري
هرمزداس إتيان جبري، المعروف أيضًا باسم ستيفن جبري (المطران استيفان جبري)، (1872–1953) كان رئيس أساقفة كركوك والسليمانية وأربيل في الكنيسة الكلدانية الكاثوليكية منذ عام 1917 وحتى وفاته عام 1953، ليُصبح بذلك أطول رؤساء الأساقفة خدمةً في تاريخ الكنيسة الكلدانية، إذ امتدت خدمته 46 عامًا.

## حياة
وُلِد هرمزداس إتيان جبري في الموصل في 8 يناير 1872. رُسِمَ كاهنًا في 4 يونيو 1893. عُيِّنَ أسقفًا مساعدًا لكركوك ورُسِّمَ أسقفًا في 30 نوفمبر 1902 من قبل البطريرك يوسف السادس عمانوئيل الثاني توماس.
في 31 أغسطس/آب 1917، خلف المطران إسطفان جبري المطران ثيودور مساعيه في منصب رئيس أساقفة كركوك. بعد الحرب العالمية الأولى، وجد ملجأً للنازحين بسبب النزاع، إذ قادهم إلى مدينة نينوى (الموصل) والقرى المسيحية في شمال العراق، بما فيها عنكاوا وألقوش. بنى كنيسة القديس يوسف في كركوك، وكنيسة القديس جرجس عنكاوا، وكنيسة أربيل الكلدانية، وكنيسة القديسة مريم في شقلاوة. كما جدد العديد من الكنائس الكلدانية القائمة، وحافظ على تراث الأديرة، بما في ذلك دير الربان هرمز. توفي في 18 يوليو/تموز 1953.

## ملحوظات
1. ↑  Fiey، Jean Maurice (1993). Puor un Oriens Christianus Novus, Repertoire des dioceses syriaques orientaux et occidentaux:. Beirut: Steiner. ص. 64. ISBN:3-515-05718-8.